# Omul de pe planeta X
Omul de pe planeta X

 (titlu original The Man from Planet X) este un film științifico-fantastic de groază din (1951) regizat de Edgar G. Ulmer.

## Povestea
Jurnalistul american John Lawrence descoperă o planetă ciudată (numită Planeta X) care se intersectează cu orbita Pământului. El merge pe o insulă mlăștinoasă din Scoția pentru a se întâlni cu prietenul său, profesorul Elliot, care observase deja Planeta X și o studia. După întâlnirea cu profesorul, Lawrence investighează zona și în cele din urmă găsește o navă spatială și un vizitator extraterestru. Acesta se declară ca fiind un reprezentant prietenos al unei civilizații aflate pe moarte. Tehnologia lui avansată poate să modifice cursul planetei sale astfel încât aceasta să se intersecteze cu Pământul, prin degravitație științifică, însă, dintr-un motiv necunoscut, nu poate să mențină orbita originală, și pare incapabil să conceapă un costum spațial practicabil. Din anumite motive inexplicabile soarta întregii rase este încredințată acestui cercetaș unic.

## Distribuția
- Robert Clarke este John Lawrence
- Margaret Field este Enid Elliot
- Raymond Bond este Profesorul Elliot
- William Schallert este Dr. Mears
- Roy Engel este Tommy Detectivul
- Charles Davis este Georgie
- Gilbert Fallman este Dr. Robert Blane
- David Ormont este Inspectorul Porter
- June Jeffery este Soția omului dispărut
- Franklyn Farnum este Sgt. Ferris, asistentul lui Porter (necreditat)